# Кишенский, Николай Фёдорович
Николай Фёдорович Кишенский (09(20).06.1775 — 15(27).05.1831) — генерал-майор (1800), российский государственный и военный деятель, в 1822-1831 гг. пензенский губернский предводитель дворянства.

## Биография
Из дворян, сын харьковского наместника генерал-майора Ф.И. Кишенского.
В службе с 1775 года.
Участник русско-турецкой войны 1787–1791.
За отличие при осаде и штурме Очакова 6.12.1788 награждён орденом Св. Владимира 4-й ст. с бантом. 
В 1789 находился при занятии Аккермана и Бендер. 
5 марта 1790 года переведён в кирасирский князя Потемкина полк и произведён в премьер-майоры. 
Офицер Острогожского легкоконного полка.
В составе Острогожского легкоконного полка участвовал в польских кампаниях 1792 и 1794 годов. 
Находился при штурме предместья Варшавы Праги, за что награждён золотым крестом за Прагу. 
1 февраля 1795 года произведён в подполковники.
В 1796 году переведён в Александрийский гусарский полк.
9 апреля 1798 года произведён в полковники.
C 30 марта 1799 по 6 мая 1800 являлся командиром Александрийского гусарского полка, а с 1800 по 1803 год - его шефом.
25 октября 1800 года произведён в генерал-майоры.
17 февраля 1803 уволен в отставку с мундиром тем же чином. 
С 1804 по 1807 год совестный судья Саратовского совестного суда.
В 1812-1814 годах Кишенский возглавлял Пензенское ополчение. Принимал деятельное участие в подавлении волнений ратников Пензенского ополчения в декабре 1812 года. В Заграничных походах русской армии 1813–1814 гг. участия не принимал.
В 1822 году Николай Фёдорович Кишенский был избран предводителем дворянства Пензенской губернии. Выдвижению Кишенского в немалой степении способствовал брак с Варварой Николаевной Араповой (1799-1857).
Должность губернского предводителя дворянства Кишенский занимал до самой своей смерти, последовавшей в Пензе 15 мая 1831 года.
Похоронен в селе Бессоновка Пензенской губернии в ограде Архангельской церкви.

## Награды
- Орден Святого Владимира 4-й степени с бантом (14.04.1789)
- Орден Святого Владимира 3-й степени (28.08.1824)
- Орден Святой Анны 1-й степени (16.09.1826)

## Семья
Первым браком был женат на Екатерине Александровне Салтыковой (1776 — ?), дочери Александра Васильевича Салтыкова, тайного советника и кавалера Св. Анны и Мальтийского Ордена, и Авдотьи Яковлевны Трегубовой, сестры генерал-майора, сенатора Николая Яковлевича Трегубова (1756 — 1845) и Екатерины Яковлевны (замужем за графом Василием Андреевичем Толстым (1753 — 1824), братом Ильи Андреевича Толстого (дед Льва Николаевича Толстого)). 
Вторым браком женат на Варваре Николаевне Араповой (1799 — 1857), дочери богатого помещика, наровчатского уездного предводителя дворянства, отставного секунд-майора Николая Андреевича Арапова (05.12.1757 — 02.11.1826) от брака с Ольгой Александровной Мошковой (1769 — 1824), дочери Пензенского губернского предводителя дворянства Александра Васильевича Машкова.
Их дети :
- Николай Николаевич (1821 — после 1873), вышел в отставку (1841) штабс-ротмистром.
- Федор Николаевич (1820 — 1860)
- Анна (ум. 1854).